# Phaonia major
Phaonia major este o specie de muște din genul Phaonia, familia Muscidae, descrisă de Barros de Carvalho în anul 1984. Conform Catalogue of Life specia Phaonia major nu are subspecii cunoscute.